# Daniela Dessì
Daniela Dessì (Gênova, 14 de maio de 1957 – Bréscia, 20 de agosto de 2016) foi uma soprano italiana.

## Biografia
Daniela Dessì completou seus estudos de canto e piano no Conservatório Arrigo Boito de Parma, especializando-se posteriormente em canto de câmara na Accademia Chigiana de Siena. Iniciou sua carreira como concertista e intérprete de música sacra.
Estreou profissionalmente em 7 de dezembro de 1978, no Teatro do Cassino de Sanremo, no papel de Serpina na ópera La serva padrona de Giovanni Battista Pergolesi, em uma produção do Teatro dell'Opera Giocosa de Savona. Em 1980 foi finalista no Concurso Internacional de Novas Vozes "Maria Callas", promovido pela RAI.
Ao longo da carreira, construiu um repertório com mais de 70 títulos, abrangendo desde compositores como Monteverdi até Prokofiev. Atuou em obras dos períodos barroco, mozartiano, belcantista, além das principais heroínas do repertório de Verdi, Puccini e da ópera verista. Inicialmente atuando como soprano lírico, e posteriormente como soprano lírico-spinto, passou a interpretar papéis de soprano dramático, como Norma (no Teatro Comunale de Bolonha, 2008), Gioconda (no Teatro Massimo de Palermo, 2011) e Turandot (no Teatro Carlo Felice de Gênova, 2012).
Colaborou com algumas das principais casas de ópera do mundo, incluindo o Teatro alla Scala de Milão (Don Carlos, Falstaff, Requiem de Verdi, Così fan tutte, As bodas de Fígaro) sob regência de Riccardo Muti; além de produções como Adriana Lecouvreur, Madama Butterfly, Tosca e Otello. Atuou também na Ópera Estatal de Viena com Claudio Abbado (Simon Boccanegra, Don Carlos, Aida), no Metropolitan de Nova Iorque com James Levine (Pagliacci, La bohème, Andrea Chénier), na Deutsche Oper de Berlim com Giuseppe Sinopoli (Aida, Requiem), na Bayerische Staatsoper de Munique com Zubin Mehta (Falstaff, Tosca, Don Giovanni), além da Ópera de Roma (Iris, Il trittico), do Teatro Comunale de Bolonha, do Rossini Opera Festival de Pesaro e da Arena de Verona.
Em 2008, recebeu o prêmio Abbiati, concedido pela crítica musical italiana, por sua interpretação na ópera Norma de Vincenzo Bellini. Também foi a primeira soprano italiana a interpretar, na mesma noite, os três papéis principais do Tríptico de Giacomo Puccini — Giorgetta (Il tabarro), Suor Angelica (Suor Angelica) e Lauretta (Gianni Schicchi).
Em 2012, Daniela Dessì se apresentou no Theatro Municipal de São Paulo ao lado do tenor Fabio Armiliato, em uma gala lírica dedicada a compositores italianos, com destaque para obras do período romântico e verista. O programa incluiu árias de Giuseppe Verdi, Vincenzo Bellini, Umberto Giordano e Giacomo Puccini, além de canções populares italianas no encerramento. A apresentação contou com a participação da Orquestra Sinfônica Municipal de São Paulo, sob regência do maestro Abel Rocha.
Nos últimos anos, dedicou-se ao ensino. Foi casada, entre 1986 e seu divórcio, com o ator Umberto Ceriani. Desde 2000, manteve uma relação com o tenor Fabio Armiliato, com quem frequentemente se apresentava nos palcos. 
Faleceu em 20 de agosto de 2016, aos 59 anos, no Hospital Poliambulanza, em Bréscia, vítima de câncer colorretal.

## Discografia
- La Traviata. Orquestra do Teatro Regio de Parma; regência de John Neschling. SoloVoce.
- Puccini Arias. Orquestra da Arena de Verona; regência de Marco Boemi. Decca.
- Daniela Dessì sings Verdi. Orquestra da Fondazione Toscanini; regência de Steven Mercurio. Decca.
- Umberto Giordano, Andrea Chénier. Com Armiliato, Guelfi, Rinaldi; Orquestra Sinfônica Verdi de Milão; regência de Vjekoslav Šutej. Universal.
- Love Duets. Regência de Marco Boemi. Philips.
- Giacomo Puccini, Madama Butterfly. Com Armiliato, Pons e Plácido Domingo (regente). Dynamic.
- Giacomo Puccini, Tosca. Com Armiliato, Raimondi. Opus Arte (BBC).
- Giuseppe Verdi, Aida. Com Armiliato, Fiorillo. Opus Arte (BBC).
- Giacomo Puccini, Manon Lescaut. Com Armiliato, Vanaud; regência de Steven Mercurio. Real Sound.
- Enrico Toselli, Le Romanze Ritrovate. Com Armiliato; Leonardo Previero (piano). Real Sound.
- Francesco Cilea, Adriana Lecouvreur. Com Borodina, Larin, Guelfi; regência de Rizzi-Brignoli. TDK.
- Domenico Cimarosa, Gli Orazi e i Curiazi. Com Angeloni, Bolognesi, Alaimo; regência de De Bernart. Bongiovanni.
- Antonio Vivaldi, Il Farnace. Com Dupuy, Angeloni, Malakova, Gamberucci; regência de De Bernart. Arkadia Fonit Cetra/Agora Musica.
- Gioachino Rossini, Il barbiere di Siviglia. Com Raffanti, Dupuy, Portella; regência de Zedda. Frequenz.
- Gioachino Rossini, Ciro in Babilonia. Com Palacio, Calvi, Antonucci; regência de Rizzi. Bongiovanni.

## Reconhecimentos
- Prêmio Goffredo Petrassi (2010)
- Prêmio Flaviano Labò (2010)
- Prêmio Operaclick (2009)
- Prêmio Città di Varese (2009)
- Prêmio Myrta Gabardi (2009)
- Pentagrama de Ouro do Comune di Marnate (2009)
- Prêmio Abbiati (2008)
- Rainha da Lírica pela Associazione Tiberini em San Lorenzo in Campo (2007)
- Prêmio Le Muse da Accademia delle Muse de Florença (2007)
- Prêmio Zenatello da Arena de Verona
- Prêmio Giordano do Comune di Baveno
- Prêmio Giacomo Puccini de Torre del Lago
- Prêmio Cilea de Reggio Calabria
- Gigli d'Oro do Comune di Recanati
- Prêmio Liguria do Comune di Gênova
- Prêmio E. Mazzoleni de Palermo
- Mascagni d'Oro de Bagnara di Romagna
- Prêmio Giuditta Pasta de Saronno
- Prêmio Rodolfo Celletti, Festival della Valle d'Itria, Martina Franca
- Prêmio Internacional Tito Schipa, Ostuni (2013)
- Oscar della Lirica – Melhor Soprano, Bolonha (2013)
- Prêmio Cigno d'Oro, Busseto (2015)[9]
- Prêmio Illica d'Oro, Castell'Arquato (2015)[10]
- Oscar della Lirica – Prêmio Especial Golden Opera alla Memoria, Haikou (2017)